# ラップランド
ラップランド (北サーミ語: Sápmi tai Sámeeana、イナリ・サーミ語:Säämi tai Sämieennâm、スコルト・サーミ語:Sääʹmjânnam、ノルウェー語:Sameland、スウェーデン語:Sápmi、フィンランド語:Saamenmaa、ロシア語:Лапландия) は、スカンディナヴィア半島北部からコラ半島に至る地域で、伝統的にサーミ人が住んでいる地域を指す。

## 概説
スウェーデン・ノルウェー・フィンランド・ロシアの4カ国にまたがっている。ソ連崩壊とグローバル化の進展に伴って、既存の国境は重要ではなくなってきており、国境を越えた協力が重要視されている。これはこの土地に住む、サーミ人・非サーミ人を問わない思想である。
ラップランドはフィクション作品などでサンタクロースが住んでいる場所とされることがある。

## 名前
サーミ語のSápmiとは、サーミの土地を意味する。日本で通常使われるラップランド (Lapland) とは、スウェーデン語の Lappland を英語化したものである。フィンランド語では Lappi、ノルウェー語では Sameland と呼ばれる。但し、ノルウェー最北部の県はフィンマルク県（フィンランド人の地域）という名前である。（サーミは国を横断する地域の名前である。）元来はラテン語で Fenni と呼ばれていたが、13世紀に Laponia と呼ばれるようになった。ロシアでは Лапландия （ラップランディヤ）と呼ばれる。
彼らを呼称する際に、どの言語を使って何と呼ぶかという点については、政治問題にもなりかねない配慮が必要な問題となりつつある。ラップランドという呼称が本来、"辺境"の地を指す蔑称だからである。本稿ではその本来の意味合いよりも日本での知名度を考慮し、ラップランドの表記を優先する。

## 旗
サーミ人の旗は、1986年 8月15日にスウェーデンのイェムトランド県で行われた「サーミ人会議」で制定された。多くの図案が競合したが、最終的にはノルウェーのトロムス県の芸術家 Astrid Båhl のデザインに決定した。
デザインは、シャーマンの太鼓と、南サーミの Anders Fjellner  (1795年-1876年) の詩である Paiven parneh（「太陽の子」の意味）をモチーフにしている。その詩の中では、サーミ人を「太陽の息子と娘」と描写しており、旗の円は太陽（赤）と月（青）を表し、サーミ人の色である赤・緑・黄・青を持っている。
パントーン・カラー番号では、赤：485C、緑：356C、黄：116C、青：286C。

## 地域
スカンジナビア半島北部からコラ半島にかけて、大まかに言ってしまえば北極圏限界線から北がラップランドである。西部はスウェーデンのラップランドで、フィヨルドや深い谷、氷河や山（最高峰はケブネカイセ（Kebnekaise ：標高2,111m））が続く地域である。もっと東はフィンランドのラップランドで、低い高原に多くの湿地や湖（イナリ湖等）があり、フィンランド最長の川であるケミ川が流れている。最東端にはツンドラ地帯が広がっている。

## 気候と自然
極北の地であることから、南部の森林密集地域を除いては植物もまばらである。代わりにラップランドでは鉱物資源が豊富で、スウェーデンの鉄鉱石、ノルウェーの銅、ロシアのニッケル・アパタイト等の高価な鉱床を持っている。
トナカイ・熊・狼の動物や、鳥は陸鳥だけでなく海鳥も活動している。また、この地域には海にも川にも多くの漁場がある。いくつかの湖では汽船が利用され、またいくつかの港は不凍港である。

## 人々
ラップランドの人口はおよそ200万人で、そのうち住民の5%程度（8～10万人）がサーミ人であり、フィン・ウゴル語派（ウラル語族系）のサーミ語を話す。サーミ人の3分の1は移動生活を営んでおり、夏は海岸部に住み冬は内陸部に移動していく。他のサーミ人は海岸とフィヨルドに散り散りに定住しており、多くは湖の側や谷の奥で村を構成して生活している。サーミ人の多くはノルウェーに住んでおり、そこで彼らは「サーメ」 (Samer) と呼ばれている。彼らの主な職業はトナカイを飼う事である（食料と衣料も調達できるため）が、他方で狩りや釣りで生計を立てる人もいる。
サーミ人は9世紀にはノルマン人に、11世紀にはロシア人に征服され、13世紀から17世紀の間はスウェーデンに支配されていた。
スウェーデンのラップランドである自治都市、「イェリヴァーレ (Gällivare) 」・「ヨックモック (Jokkmokk) 」・「アリエプローグ  (Arjeplog) 」は、1996年にラポニア地域としてユネスコ世界遺産（複合遺産）に登録された。

## 内部対立
サーミ人のラップランドの土地利用（居住だけではなく、トナカイを飼ったり魚を釣ったり狩をしたり）については、縄張りが定められている。この「縄張り」は法的根拠のある「権利」とは異なるものであり、内部の対立を引き起こしている。
土地所有の対立について、今日の「縄張り」の根拠は14世紀から16世紀に由来している。より安定した居住地と大きな都市の設立は16世紀から始まった。これには防衛戦略上の理由と経済上の理由があるが、サーミ人自身にとってももっと南へ移住した人達にとっても縄張りは「境界線」として認められた。
境界内の土地利用については、境界内で土地を所有するか村（村落共同体）に加入する事で、使用権を与えられた。
だがスウェーデンで90年代の半ばに、その領域内で誰もが自由に釣りや狩りをできるように認めた法律が施行されると、サーミは伝統に則った既得権を侵害するものとして怒った。
サーミ人はこれまでの歴史の中で認められてきた縄張りの返還を要求して、訴訟を起こした。
法廷闘争は難航し、1996年にあるサーミ人の村では、訴訟資金を得るために「トナカイの名付け親」といったサービスも始めた。
これら内部対立の多くは、非サーミ人である「土地所有者」と「トナカイ所有者」の対立である。
山が政府所有なのかそれともサーミ人のものなのかという問題についても、回答は出ていない。

## サーミ人の議会
ラップランドは、ノルウェー・スウェーデン・フィンランド・ロシアの国境をまたぐ、半国家の体をなしている。しかし、完全自治権獲得への動きは見せていない。
サーミ人の議会（1989年にノルウェー、1993年にスウェーデン、1996年にフィンランドでそれぞれ開催）は自治とはかけ離れた、非常に弱い政治的影響力しか持っていない。議会はスカンジナビア半島の諸政府に支配されているものの、公式な機関であり、民主的に議員も選出している。
議会の役目は、サーミ人のために活動する事である。
立候補者の選挙公約は時にそれぞれの政府の方針と対立する事もあるが、サーミ人の権威として、諸政府に対して若干の影響力を持っている。組織は政府構造に酷似しており、更なる主権を獲得するよう努力している。
ロシアは少数民族であるサーミ人を認めることに対して消極的である。
スウェーデンは下記の2つの理由から積極的である。
- サーミ人を「（少数民族ながら）土着の民族（先住民族）である」と認めることで、他の少数民族と区別することができる。
- サーミ人を保護育成すれば、欧州連合での投票活動時など、スウェーデン国家にとって有利な（投票）活動を期待できる。

## 行政区画
サーミは4つの国に渡る。そこでの主な領土は次の県あるいは州になる。
- ノルウェー領
  - フィンマルク県 、トロムス県 、ノルラン県 、ノールトレネラー県
- スウェーデン領
  - ノールボッテン県 、ヴェステルボッテン県 、イェムトランド県
- フィンランド領
  - ラッピ県
- ロシア領
  - ムルマンスク州